# Suillia takasagomontana
Suillia takasagomontana är en tvåvingeart som beskrevs av Okadome 1967. Suillia takasagomontana ingår i släktet Suillia och familjen myllflugor.
Artens utbredningsområde är Taiwan. Inga underarter finns listade i Catalogue of Life.